# Шаврин, Юрий Александрович
Юрий Александрович Шаврин (25 мая 1922 — 21 января 1945)— советский русский поэт. Участник Великой Отечественной войны. Лауреат премии имени Комсомола Удмуртии (1967, посмертно).

## Биография
Юрий Шаврин родился 25 мая 1922 года в Харькове. Его отец, Александр Селиванович, — большевик, участник Гражданской войны; мать, Зоя Ивановна, долгие годы работала в различных советских учреждениях. Ввиду рабочей необходимости отца, семья часто переезжала из одного города в другой, пока после выхода Александра Селивановича на пенсию по инвалидности не осела в Воткинске. Именно здесь прошли детские и юношеские годы будущего поэта.
В 1937 году Юрий поступил в Воткинский машиностроительный техникум, который окончил с квалификацией техника-механика 30 июня 1941 года, а уже спустя 3 дня пошёл работать на завод. В 1942 году комсомольцами Удмуртии было решено из числа добровольцев сформировать отдельный противотанковый артиллерийский дивизион. Юрий Шаврин одним из первых пожелал уйти на фронт, однако по решению медицинской комиссии из-за слабого зрения был признан негодным. В апреле 1943 года из остановившегося для отдыха после тяжёлых боёв артдивизиона в Удмуртию была направлена делегация, и вскоре настойчивые просьбы Шаврина о его зачислении в отряд были удовлетворены.
На фронте сражался в составе 174-го отдельного истребительного противотанкового артдивизиона имени Комсомола Удмуртии в качестве наводчика, командира орудия. Принял участие в боях на Харьковском направлении, в Белоруссии. Был удостоен ордена Красной Звезды и медали «За отвагу».
После состоявшегося в октябре 1944 года слёта фронтовых поэтов был зачислен литературным сотрудником в армейскую газету. 21 января 1945 года редакция остановилась на ночь в одной из польских деревень: в крайних её домах оказались немцы. Бросившийся на них с автоматом Юрий Шаврин погиб. После последовавшей перестрелки немцы оставили деревню, Юрия с почестями похоронили.

## Творчество
Первая публикация стихотворений юного Юры Шаврина — в воткинской городской газете «Ленинский путь» в 1934 году.
В первые дни войны Юрий всё чаще стал пробовать свои силы в поэзии, многие его стихи были опубликованы во фронтовой газете «Вперёд к победе!» В них поэт старался найти отклик на каждый подвиг бойцов дивизиона, на значительные события фронта. Стихи Шаврина, несмотря на их несовершенство ввиду молодости поэта, искренни, глубоко патриотичны, проникнуты гордостью за советский народ, за свою республику, внёсшую немалые силы в дело разгрома фашистов.
До 1961 года творчество Юрия Шаврина не было знакомо широкому кругу читателей. В годы войны армейский корреспондент, будущий учёный-историк Степан Парфёнович Зубарев неоднократно встречался с истребителями танков из Удмуртии. После одной из таких встреч в свой блокнот он записал: «Юра Шаврин — пишет стихи». После окончания войны Степан Парфёнович заинтересовался его дальнейшей судьбой. Разысканные исследователем стихи и письма погибшего никому неизвестного поэта он включил в сборник «Суровый наказ выполняя», изданный в 1961 году, дополненный и переизданный в 1966 и 1975 годах.

## Память
В 1967 году Юрий Шаврин в числе первых посмертно был удостоен премии имени Комсомола Удмуртии.
Мемориальные доски поэту установлены на здании средней школы № 3 им. А. С. Пушкина в городе Воткинске и на бывшем здании Воткинского машиностроительного техникума.
Несколько стихотворений Юрия Шаврина были переведены поэтом Германом Ходыревым на удмуртский язык, на некоторые из них написана музыка.